# Leucomeris decora
Leucomeris decora là một loài thực vật có hoa thuộc họ Asteraceae.
Loài này có ở Trung Quốc, Myanmar, Thái Lan, và Việt Nam.